# Bathyagonus
Bathyagonus – rodzaj morskich ryb skorpenokształtnych z rodziny lisicowatych (Agonidae).

## Klasyfikacja
Gatunki zaliczane do tego rodzaju:
- Bathyagonus alascanus – lisiczka alaskańska[3]
- Bathyagonus infraspinatus
- Bathyagonus nigripinnis
- Bathyagonus pentacanthus